# 1972 en sociologie
| Années de la sociologie : 1969 - 1970 - 1971 - 1972 - 1973 - 1974 - 1975    |
| Décennies de la sociologie : 1940 - 1950 - 1960 - 1970 - 1980 - 1990 - 2000 |

Cet article présente les événements de l'année 1972 dans le domaine de la sociologie.

## Publications

### Livres
- Raymond Aron, Études politiques.
- Pierre Bourdieu, Esquisse d’une théorie de la pratique.
- Pierre Bourdieu, Trois études d’ethnologie kabyle.